# L'adolescente (film 1999)
L'adolescente (Une vraie jeune fille) è un film, girato nel 1975 e proiettato per la prima volta nel 1999, diretto da Catherine Breillat, suo primo film in veste di regista. Il film è un adattamento del romanzo dell'autrice Le Soupirail.

## Trama
Durante le vacanze scolastiche estive del 1963, la quindicenne Alice Bonnard torna al paese dai genitori certa di andare incontro a un periodo di noia, che cerca di alleviare ascoltando musica. Considerata con sufficienza dalla madre, la ragazzina è precocemente interessata al sesso, il cui pensiero la turba e affascina: inizia a scrivere un diario nel quale rievoca un episodio di vita in collegio insieme alla compagna Martine, che rivela l'ossessione erotica delle due ragazzine.
Il fattore Martial si licenzia perché il padre di Alice non può pagarlo: al suo posto viene così assunto Pierre-Evariste Renard, detto Jim, un giovane prestante che subito mette gli occhi addosso ad Alice mentre prende il sole in un succinto bikini. Anche Alice è attratta dal giovanotto, l'unico maschio giovane tra le sue conoscenze: si reca in bicicletta alla segheria del padre, dove Jim ha iniziato a lavorare, cercando di attirarne l'attenzione, ma riesce solo a farsi notare da tutti gli altri operai, mentre Jim non le rivolge neppure la parola.
Alice è torturata da fantasie erotiche, immagina d'essere legata nuda, a completa disposizione di Jim che, invece di approfittarne, si diverte a stuzzicarla mentre è totalmente indifesa: il ragazzo evidentemente la considera troppo giovane, perché alla fiera del paese balla con un'altra che bacia sotto gli occhi di Alice. Lei si trucca con disapprovazione della madre e va sulle giostre; sull'ottovolante, immagina d'essere importunata dal vicino di sedile. Tornata a casa, trova la madre che si lascia andare a gesti inconsulti perché ha scoperto il tradimento del marito; più tardi, la donna l'accusa di avere relazioni extraconiugali fin da quando era incinta di Alice. Il padre afferma di non volere disfare la famiglia.
Jim viene a casa del padrone e discutono animatamente perché il giovane vuole un anticipo, ma finisce licenziato. Alice l'aspetta fuori, nella sua auto, e le sue continue provocazioni hanno effetto; i due s'appartano in campagna nell'utilitaria, lui le mette le mani addosso ma al momento decisivo lei s'oppone: vuole la pillola perché non intende rimanere incinta già dalla prima volta e Jim acconsente. In un incontro successivo lei riesce a tenerlo a bada, poi finalmente gli dà appuntamento nella propria cameretta. Sfortuna vuole che quella sera quando tutti dormono, per arrivare a casa di Alice, Jim attraversi i campi dove il padrone ha nascosto una trappola per volpi, con un filo collegato a un fucile carico: rimane ucciso sul colpo.
Nell'ultima scena, mentre la madre si dispera perché teme di finire sul lastrico a causa del mortale incidente, lo sguardo di Alice sembra più toccato dal destino che dal dispiacere per la morte di Jim.

## Produzione
Il film è stato girato nel 1975 nel dipartimento delle Landes, a sud di Bordeaux.
Contrariamente alla consuetudine del cinema francese, il film è stato sonorizzato in post-produzione. La protagonista Charlotte Alexandra è doppiata da Marie-Hélène Breillat, sorella maggiore della regista.

## Colonna sonora
La colonna sonora del film, composta da Mort Shuman su parole di Catherine Breillat, è stata pubblicata in download digitale e comprende 4 brani, cantanti della stessa Catherine Breillat, che doppia anche Christian Valentin nella canzone Ma petite amie a fichu le champ.

## Distribuzione
Dopo la sua realizzazione, il film non uscì nelle sale a causa del fallimento del suo produttore André Genovès, la cui società Les Films de la Boétie venne posta in liquidazione e il suo catalogo venduto all'asta. Il film, acquistato da Pierre-Richard Muller, della compagnia Artédis, venne messo in circolazione nel 1999. Partecipò al Festival di Rotterdam e in seguito venne distribuito nei cinema a partire dal 2000.
In Italia il film è stato distribuito a partire dal 14 settembre 2001.

## Accoglienza

### Critica
Antonio Pezzuto in Cinema Zip scrive del film: «Se siete alla ricerca delle suggestioni che normalmente offre la brava Catherine, in questo film le trovate tutte [...] I film della Breillat sono più rivolti a un pubblico maschile che femminile. Servono più a mettere in crisi l'idea tranquilla e dominatrice che molti di noi si portano ancora dentro, piuttosto che indicare alle donne nuove strade da percorrere. Ogni suo film è un pugno nello stomaco, un pugno che indebolisce, un pugno che ci conduce, nudi e stupiti, a confrontarci con le nostre miserie».